# آسیاب چشمه مراد
بقایای آسیاب چشمه مراد مربوط به سده‌های متاخر دوران‌های تاریخی پس از اسلام است و در شهرستان خرم بید، بخش مرکزی، دهستان خرمی، ۲۰۰ متری شمال غرب روستای قصر یعقوب واقع شده و این اثر در تاریخ ۷ اسفند ۱۳۸۶ با شمارهٔ ثبت ۲۱۴۵۱ به‌عنوان یکی از آثار ملی ایران به ثبت رسیده است.